# Samtgemeinde Rodenberg
De Samtgemeinde Rodenberg is een Samtgemeinde in de Duitse deelstaat Nedersaksen. Het is een samenwerkingsverband van zes kleinere gemeenten in het Landkreis Schaumburg. Het bestuur is gevestigd in Rodenberg.

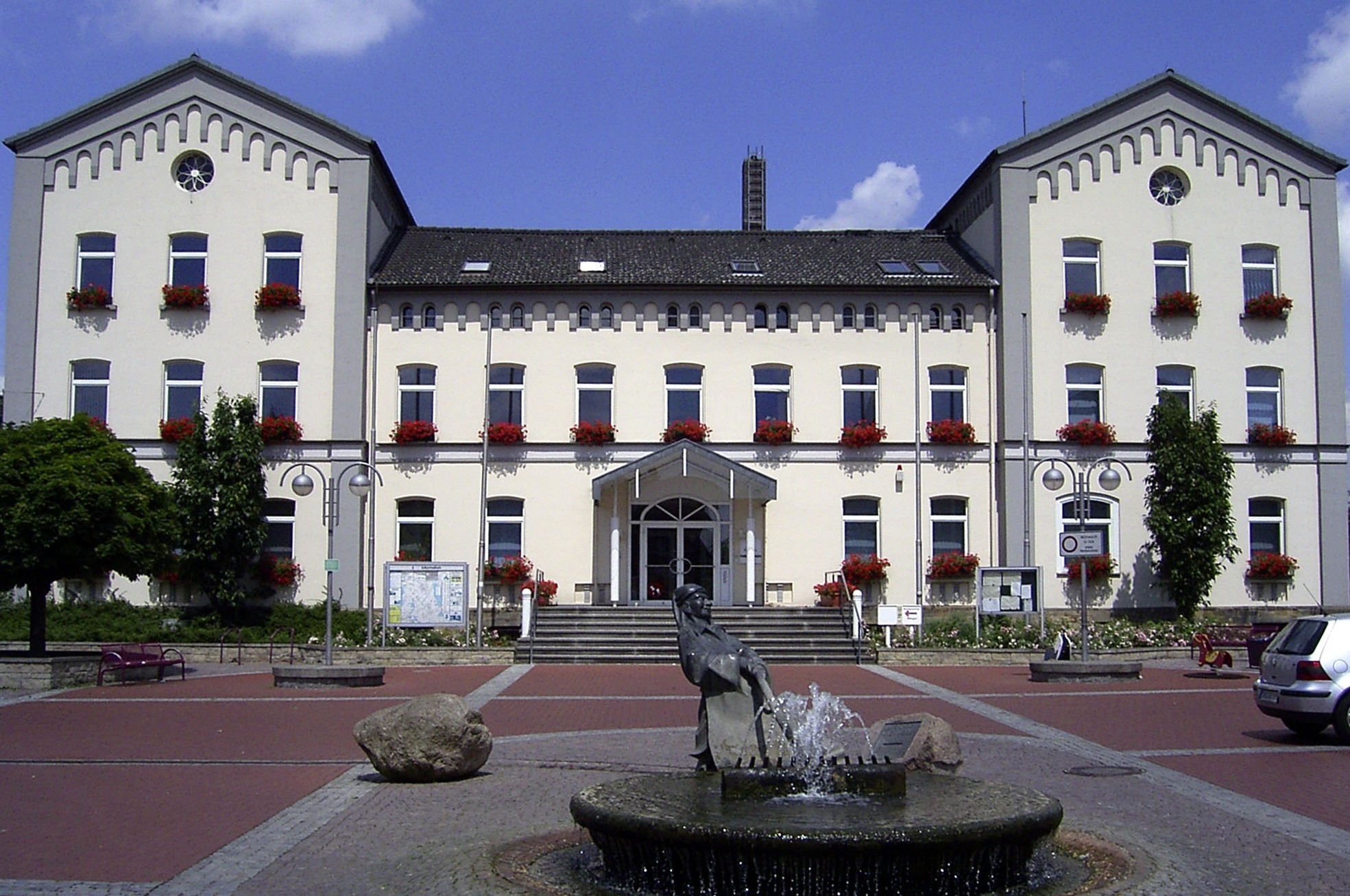
Gemeentehuis, zowel van het stadje Rodenberg als van de gehele Samtgemeinde

## Deelnemende gemeenten
1. Apelern; inclusief de Ortsteile Groß Hegesdorf, Kleinhegesdorf, Lyhren en Soldorf, ten noordwesten van Apelern, en Reinsdorf ten westen van het hoofddorp, alsmede de gehuchten  Allern, Rehbruchsmühle en Riesenmühle
2. Hülsede; inclusief de Ortsteile Meinsen (ten noordwesten van Hülsede) en Schmarrie (ten zuidoosten van Hülsede), en de gehuchten  Bussenmühle, Eisenhammer, Herriehausen, Mittelmühle, Niedermühle en Pulvermühle
3. Lauenau; inclusief het Ortsteil  Feggendorf, ten oost-noordoosten van het dorp, en de gehuchten Blumenhagen en Lübbersen
4. Messenkamp; inclusief het Ortsteil  Altenhagen II, dat ten oosten van Messenkamp aan de voet van de Deister ligt, en de gehuchten Alte Ziegelei, Hobboken, Klein Amerika en Schweiz
5. Pohle; inclusief het gehucht Wischmühle
6. Rodenberg, zetel van het Samtgemeindebestuur; inclusief het ten noordwesten van dit stadje gelegen Ortsteil Algesdorf, met het gelijknamige landgoed.

## Geografie en infrastructuur
De Samtgemeinde Rodenberg ligt in het dal tussen de heuvelruggen Deister aan de oostkant en Süntel aan de zuidkant, behorend tot het Wezerbergland, en de Bückeberge ten  westen van de gemeente. De grootste plaats in de verdere omgeving is de stad Hannover, hemelsbreed ruim 25 km en over de weg circa 30 km oostwaarts.  Kleinere steden in de nabije omgeving zijn Stadthagen ( in westelijke richting) en Bad Nenndorf, bijna direct ten noorden van Rodenberg-stad.
Via de Bundesstraße 442 en de west-oost lopende B65 en de Autobahn A2 (afrit 37 Lauenau, die hier de B442 kruist) zijn er goede wegverbindingen met Hannover, Bielefeld en Hamelen. 
Met openbaar vervoer is de Samtgemeinde Rodenberg karig bedeeld. Het dichtstbij gelegen spoorwegstation is Station Bantorf, direct ten oosten van de noordelijke buurstad Bad Nenndorf, maar gelegen in de gemeente Barsinghausen. Verder naar het noorden, maar beter te bereiken, en door meer treinen bediend, is Station Haste (Han) te Haste, Samtgemeinde Nenndorf. Met dit laatste station bestaat vanuit Rodenberg een goede en snelle streekbusverbinding. Overige buslijnen in de gemeente zijn in de meeste gevallen schoolbusdiensten. Deze voeren, alleen op dagen, wanneer er op de scholen les wordt gegeven, 's morgens vroeg één rit uit in de richting van de onderwijsinstellingen, en in de middag, na het uitgaan van de scholen, twee of drie in omgekeerde richting. Verder bestaat in de gemeente een bel-taxi(Anruf-Auto)-systeem, vooral bedoeld voor ouderen, gehandicapten e.d.. Men moet een rit één dag van tevoren aanvragen. Men kan op deze wijze vervoer regelen binnen de Samtgemeinde, en ook van en naar artsen, ziekenhuizen e.d. in de omliggende plaatsen.
De waterlopen in de Samtgemeinde zijn alleen beken, o.a. de Rodenberger Aue. Ze zijn alleen van belang voor de waterhuishouding en om hun ecologische waarde, vanwege zeldzame vogels, insecten e.d. in de beekdalen.

## Economie

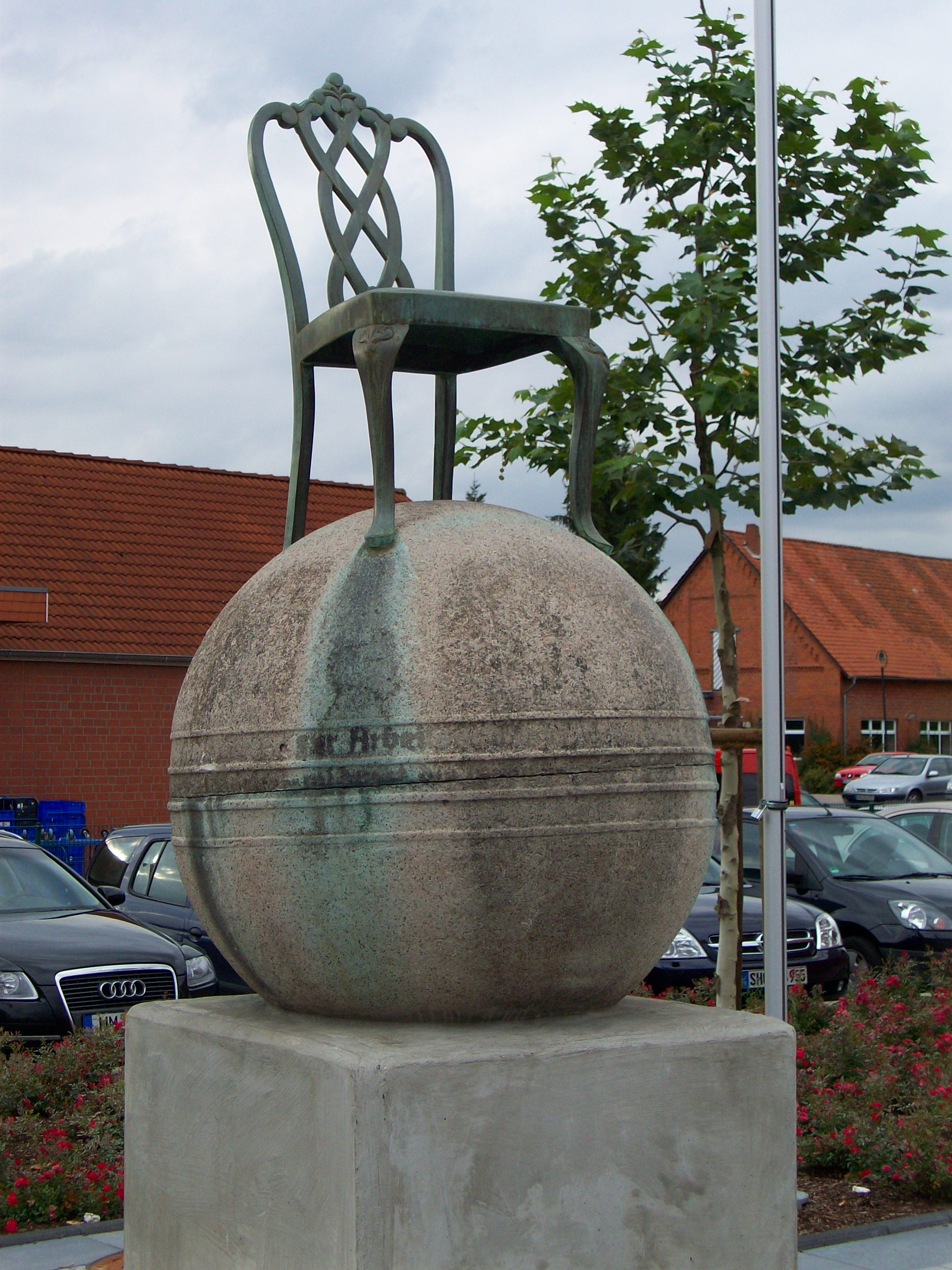
Monument met stoel te Lauenau, voor de voormalige Casala-fabriek

In de Samtgemeinde is in het algemeen het toerisme (vanwege het natuurschoon) en in afnemende mate de landbouw van economisch belang. 
Van 1917 tot 2001 was de firma Casala te Lauenau de belangrijkste werkgeefster van de streek. Ze produceerde meubels, waaronder school- en kantoormeubilair. De onderneming maakte na het faillissement in 2001 een doorstart te Culemborg, Nederland. Er is nog wel een Casala-verkoopkantoor aanwezig. Het uitgestrekte fabriekscomplex in Lauenau, grotendeels industrieel erfgoed, is na 2001 voor diverse andere doeleinden in gebruik genomen, o.a. als politiebureau en openbare bibliotheek voor de gehele Samtgemeinde, en voor uiteenlopende vormen van cultuur, muziek- en sportbeoefening.
Er zijn twee middelgrote bedrijventerreinen voor meest regionaal en lokaal midden- en kleinbedrijf. Eén ligt aan de oostkant van Rodenberg-stad, langs de hier als rondweg aangelegde B 442; het andere ligt bij de aansluiting op de A2 tussen Apelern en Lauenau. Hier is ook een groot regionaal distributiecentrum van een in geheel Duitsland opererende supermarktketen gevestigd. Bij Lauenau is in 2022 het nieuwe hoofdkantoor en een grote fabriek van de firma XOX geopend. Deze produceert allerlei kleine snacks, zoals chips en zgn. borrelnootjes.
In de Samtgemeinde wonen tamelijk veel mensen, die een werkkring of studie in de stad Hannover hebben (woonforensen).

## Geschiedenis

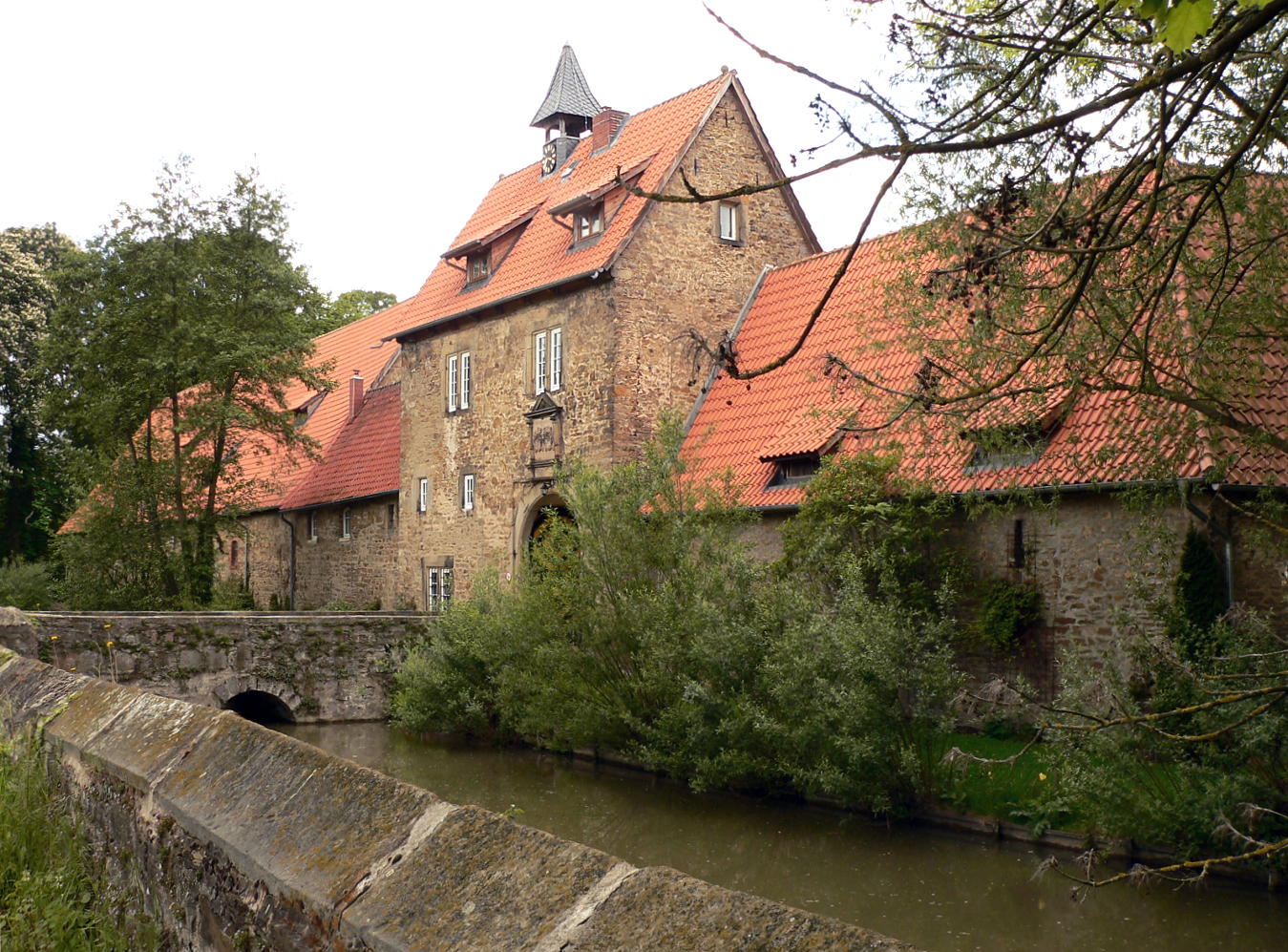
Kasteel Münchhausen, Apelern
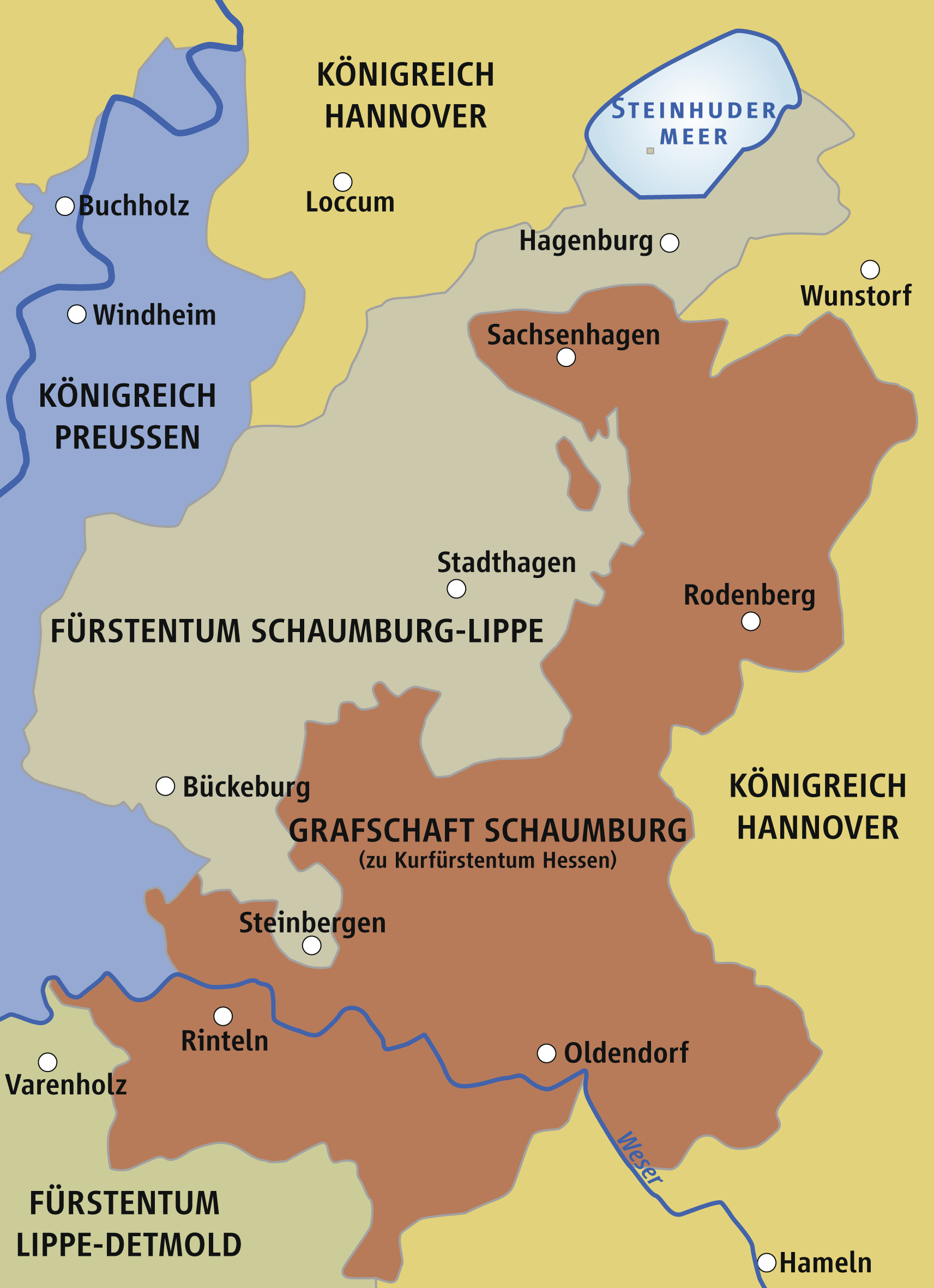
Graafschap Schaumberg, deling tussen 1640 en 1648. Rodenberg ligt in het rode, Hessische, Lauenau in het okergele, Hannoveraner gebied daaronder.

Het gebied heeft behoord tot het Graafschap Schaumburg. In het gemeentewapen is dan ook nog o.a. op een veld van rood het zilveren netelblad uit het wapen van het Graafschap Schaumburg overgenomen.  Na afloop van de ( ook voor deze streek rampzalige) Dertigjarige Oorlog (1618-1648) werd de reeds in 1640 afgesproken verdeling van dit graafschap bevestigd. Op grond hiervan kwam Rodenberg aan het Landgraafschap Hessen-Kassel. Lauenau en Messenkamp echter kwamen in 1640-1648 bij de deling van het Graafschap Schaumburg niet aan het Landgraafschap Hessen-Kassel, maar aan het Vorstendom Calenberg , dat in 1692 in het Keurvorstendom Brunswijk-Lüneburg opging.
In de streek, met name te Apelern en Lauenau, waren de bestuurders van Rodenberg vaak namens de landsheer (in leenmanschap van de graaf) leden van het adellijke geslacht Von Münchhausen. Dit betreft leden van de zogenaamde witte lijn van dit geslacht. De befaamde leugenbaron behoorde tot de zogenaamde zwarte lijn van de familie; pas na de Tweede Wereldoorlog is kasteel Münchhausen te Apelern door vererving in bezit van een lid van de zwarte tak overgegaan. 
Na de Napoleontische tijd kwam het gebied weer aan Hessen-Kassel. Lauenau en Messenkamp kwamen aan het Koninkrijk Hannover. In de Oostenrijks-Pruisische Oorlog van 1866 werden deze beide landen door het Koninkrijk Pruisen geannexeerd. In 1871 werd het met Pruisen geïntegreerd in het Duitse Keizerrijk.
Zie ook de artikelen over de zes afzonderlijke deelgemeenten.

## Bezienswaardigheden, toerisme
- De belangrijkste reden voor toeristen, om de gemeente te bezoeken is het natuurschoon in de omliggende heuvels. Zie o.a.: Deister; Wezerbergland. Hier zijn vooral wandel-, fiets- en mountainbikemogelijkheden.
- De gemeente is rijk aan oude kastelen en landhuizen. De meeste hiervan zijn echter bewoond en niet voor bezichtiging opengesteld. Wel zijn enkele kastelen in gebruik als locatie voor luxe bruiloften en andere bijeenkomsten.
- Enkele plaatsen in de Samtgemeinde Rodenberg hebben een architectonisch interessant, oud kerkgebouw.

Zie verder de artikelen over de zes afzonderlijke deelgemeenten.

## Belangrijke personen in relatie tot de gemeente
- Julius Rodenberg (* 26 juni 1831 in Rodenberg; † 11 juli 1914 in Berlijn; eigenlijk: Julius Levy[4]), belangrijk letterkundig journalist en te Berlijn uitgever van literaire tijdschriften; ereburger van Rodenberg-stad

Ahnsen · 
Apelern · 
Auetal · 
Auhagen · 
Bad Eilsen · 
Bad Nenndorf · 
Beckedorf · 
Buchholz · 
Bückeburg · 
Hagenburg · 
Haste · 
Heeßen · 
Helpsen · 
Hespe · 
Heuerßen · 
Hohnhorst · 
Hülsede · 
Lauenau · 
Lauenhagen · 
Lindhorst · 
Lüdersfeld · 
Luhden · 
Meerbeck · 
Messenkamp · 
Niedernwöhren · 
Nienstädt · 
Nordsehl · 
Obernkirchen · 
Pohle · 
Pollhagen · 
Rinteln · 
Rodenberg · 
Sachsenhagen · 
Seggebruch · 
Stadthagen · 
Suthfeld · 
Wiedensahl · 
Wölpinghausen